# Data Farming
Data Farming — процес генерації («вирощування») даних з метою застосування їх для створення штучного середовища (наприклад, віртуальної реальності), моделей різних систем, формування набірів даних для глибокого навчання нейронних мереж, тестування систем штучного інтелекту тощо.
Термін «Data Farming» запропонував Гарі Хорн у 1997 році . Відповідна концепція була використана в рамках дослідного проєкту «Альберт», що виконувався в інтересах морської піхоти США.
Методологію Data Farming активно розвиває Організація НАТО з науки і технологій.
Один з підходів до реалізації Data Farming передбачає використання статистики пандемії COVID'19 та моделей, що її апроксимують, зокрема, SIR моделей.